# Hymenophyllum barbatum
Hymenophyllum barbatum là một loài thực vật có mạch trong họ Hymenophyllaceae. Loài này được (Bosch) Baker miêu tả khoa học đầu tiên năm 1867.